# Hôtel Véron
Pour les articles homonymes, voir Véron.
L'hôtel de Véron, aussi appelé château d'Auteuil, hôtel Puscher ou de Pérignon, est un hôtel particulier situé 16, rue d'Auteuil (16e arrondissement de Paris).

## Histoire

### Ancien Régime

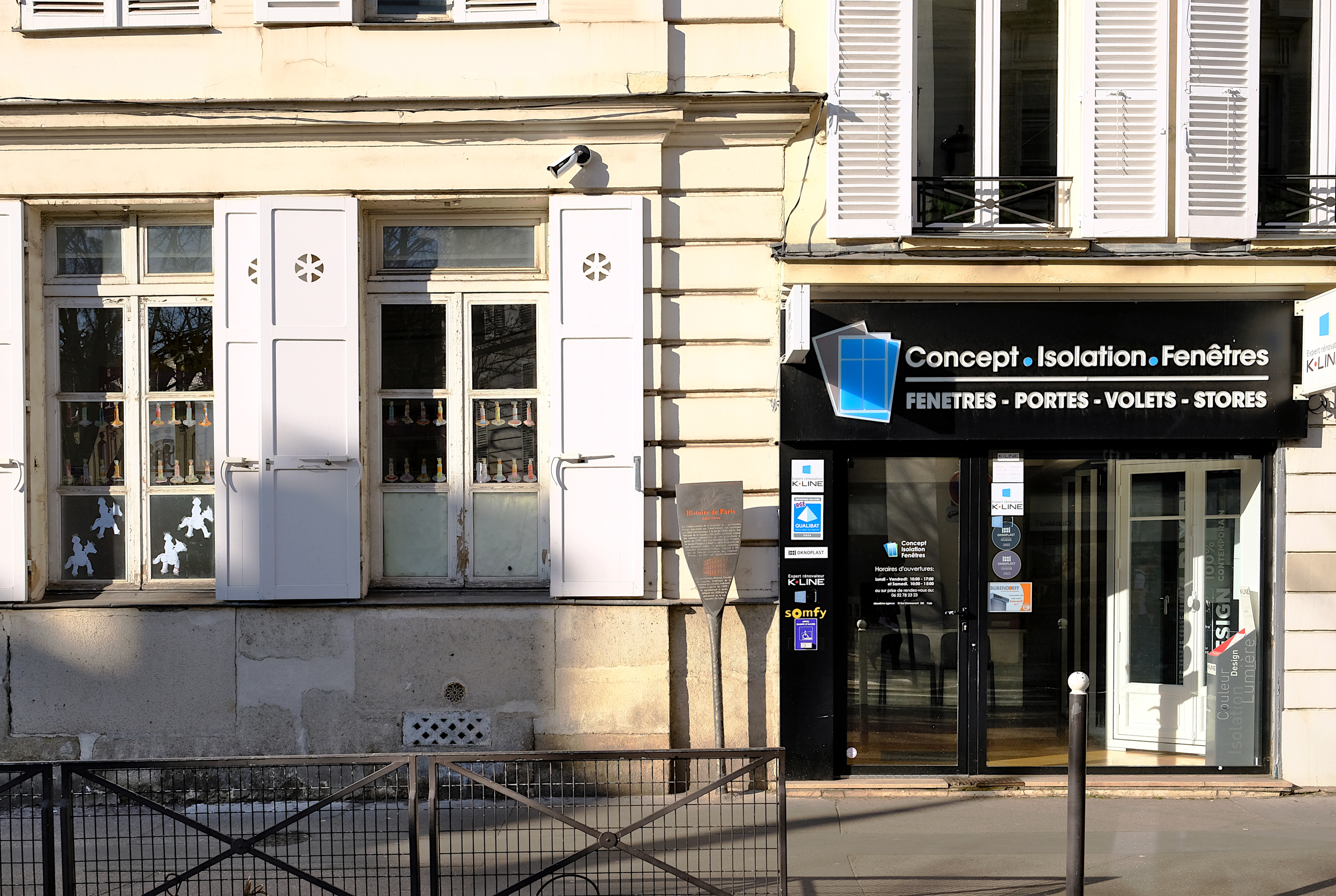
Panneau Histoire de Paris « Hôtel Véron ».

Vers 1600 se trouve à ce niveau du village d'Auteuil le « clos du Buc », propriété aussi appelée « maison à l'image de saint Christophe ». Elle appartient d'abord à M. Broë de la Guette, puis au porte-manteau du roi Louis XIII Groult de Beaufort, ensuite, à partir de 1690, à Joseph de Puscher, ou de Bruchères, et enfin, à partir de 1714, à Marie Véron,.
La propriété où s'élève l'actuel hôtel, alors vaste de 3800 m2, est en effet vendue à cette veuve d’un riche commerçant, laquelle la lègue ensuite à son fils, Louis-Henri Véron, un bourgeois parisien devenu par la suite secrétaire du roi. Dans la seconde moitié du XVIIIe siècle — vers 1756, selon l'historien de Paris Jacques Hillairet ; en 1770, selon la journaliste Andrée Jacob —, il remplace la demeure d'origine par un hôtel particulier de style néo-classique,.
Antoine Chardon, riche fermier général, achète la propriété en 1777. Ses initiales entrelacées sont toujours visibles sur l'attique de la façade, côté jardin (voir plus bas), qu'il a probablement fait reconstruire,.

### Révolution et XIXesiècle
La bâtisse ne subit aucun dommage pendant la Révolution française. En 1800, elle est louée à l'homme politique Pierre Pérignon, qui y tient salon. Deux gravures de Berthault (dessin de Bourgeois) représentent une fête qui y fut donnée la 27 août 1800. Des toiles d'Hubert Robert qui décoraient le grand salon de paysages antiquisants sont aujourd'hui conservées au musée des Arts décoratifs. La société hétéroclite du nouveau régime fréquentait cet hôtel.
À l'époque de Pérignon y réside Caroline Dufaÿs, une orpheline. En 1819, âgée de 26 ans, elle épouse Joseph-François Baudelaire, de 34 ans son aîné ; ils sont les parents du célèbre poète.

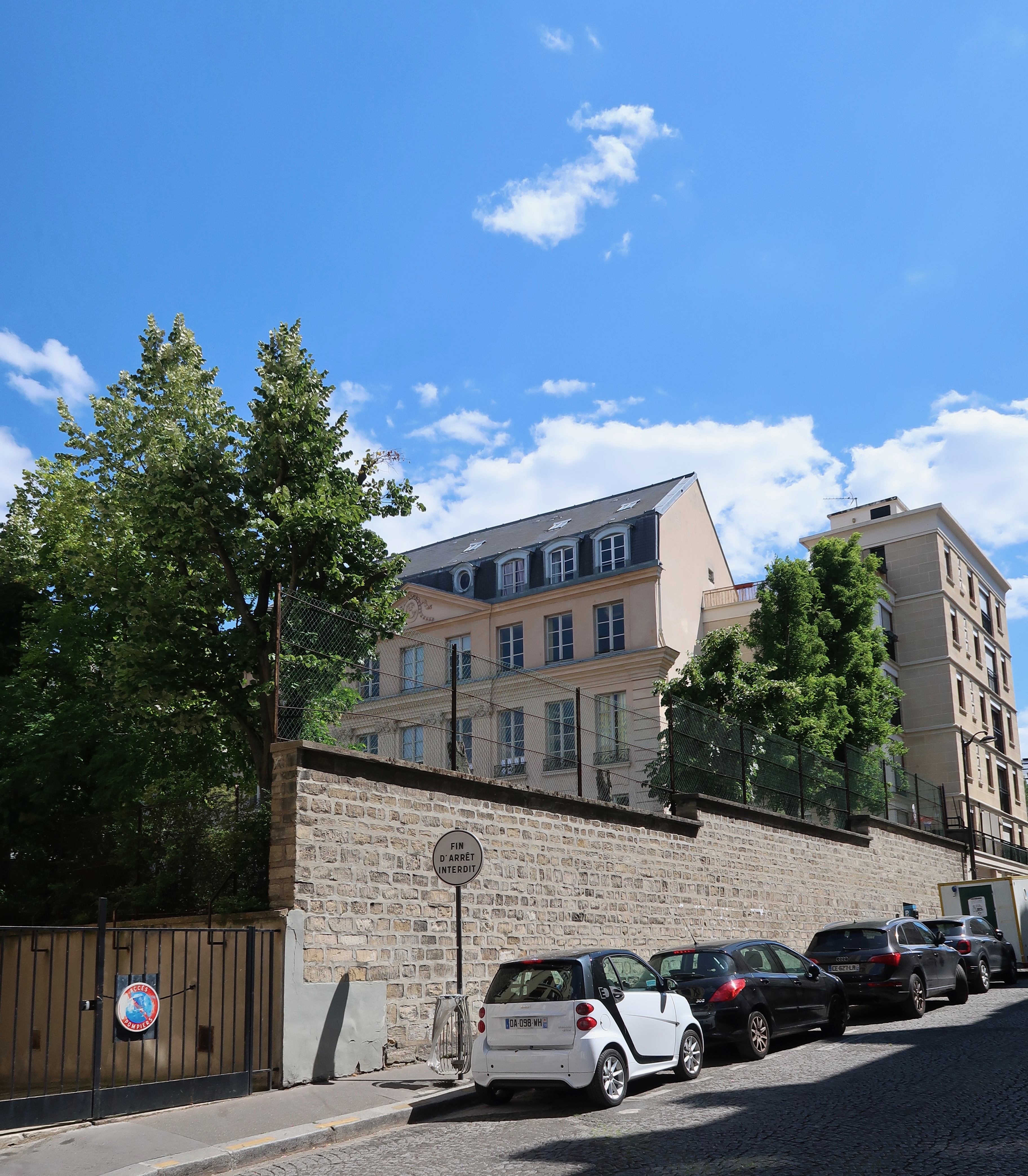
Façade côté jardin vue de la rue des Perchamps.

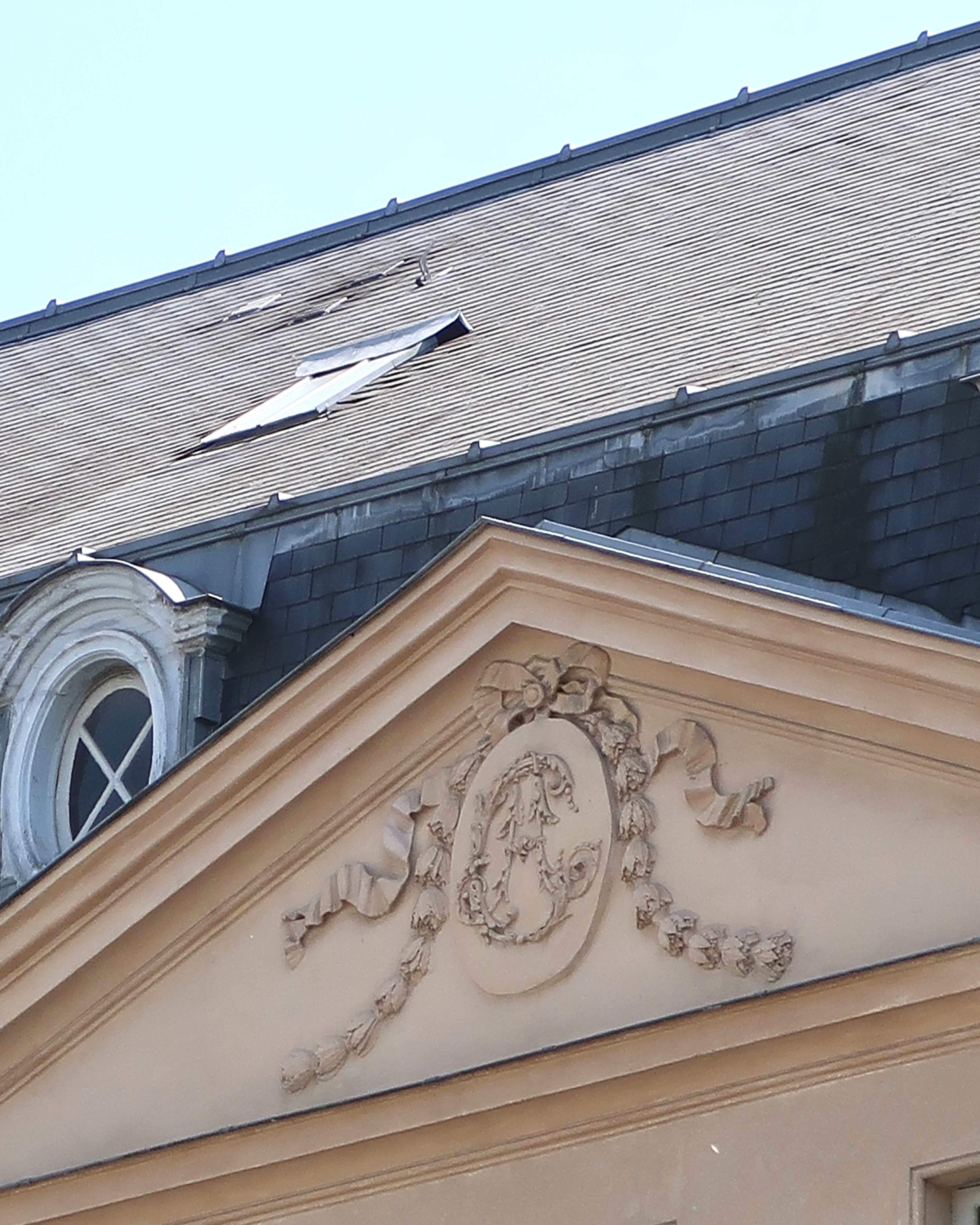
Détail du fronton, côté jardin.

En 1852, l'hôtel est acquis par Pierre Chardon, descendant du fermier général précédemment cité, marié à Pauline Lagache, lesquels fondent en 1857 une maison de retraite à Auteuil, au no 17 de l'actuelle rue Chardon-Lagache. Entre 1867 et 1871, le comédien Samson y est locataire. À l'origine, le domaine allait jusqu'aux actuelles avenue Théophile-Gautier et rue George-Sand et comprenait « potagers, serres, pièce d'eau, cascade et saule pleureur » note Jacques Hillairet. On y stocka aussi un temps les débris de l'ancienne église d'Auteuil. Après la mort de Chardon-Lagache en 1879 puis de son fils en 1893, l'hôtel est vendu au marquis de Casa-Riera, qui coupe le parc par deux voies nouvelles, la rue Leconte-de-Lisle et la rue Mignet. L'hôtel lui-même devint le pensionnat de jeunes filles des Demoiselles Bourret.

### XXesiècle
La famille de Casa-Riera conserve l'hôtel jusqu'en 1957. Elle le laisse ensuite à l'association paroissiale des Foyers d'Auteuil. Ce bâtiment accueille depuis l'école Saint-Jean-de-Passy (petites sections) et le centre paroissial Notre-Dame-d'Auteuil. 
Au début des années 1960, le parc arboré est encore amputé afin de permettre la construction d'un immeuble bordant la rue des Perchamps voisine, tandis que la pelouse subsistant est goudronnée. Une décennie plus tard, un projet prévoit la démolition de l'avant-corps de l'hôtel particulier donnant rue d'Auteuil pour laisser place à un immeuble. Il ne se fait finalement pas.
L'hôtel est inscrit partiellement au titre des monuments historiques en 1980. La façade est ornée de « quatre hauts pilastres cannelés d'ordre colossal, des guirlandes au-dessous des balcons, un attique à fronton triangulaire ». Côté rue d'Auteuil, le portail d'entrée est « encadré par deux pavillons reliés par une terrasse et fermant la cour ; la façade Louis XV, qui est plaquée contre le mur de gauche, a été rapportée pierre par pierre de la région de Nancy » décrit Jacques Hillairet. Une photographie de l'hôtel côté jardin vers 1900 est reproduite dans son Dictionnaire historique des rues de Paris.